# Chiesa di Sant'Agostino (Orvieto)
La Chiesa di Sant'Agostino è sita in Piazza San Giovenale ad Orvieto, in provincia di Terni

## Storia
La chiesa è stata costruita nel 1264 dai frati agostiniani su una preesistente chiesa dedicata a Santa Lucia di cui ancora conserva una serie di affreschi dedicati al santo patrono della chiesa siti nell'abside.
Nel 1487 la chiesa fu ricostruita con la richiesta di un aiuto economico all'allora papa Innocenzo VIII. Nel 1588 la chiesa fu ampliata. In questa chiesa furono celebrati tre capitoli: nel 1269, nel 1284 e nel 1763.
In seguito alla sconsacrazione la chiesa è utilizzata come sala espositiva del museo MODO di Orvieto.

## Descrizione
Il portale è in stile gotico, esso è vivacemente decorato con delle rosette e varie sagome. L'interno è in stucchi dorati. Tuttavia la chiesa ha anche elementi classicheggianti.
La chiesa ospita una serie di sculture di Francesco Mochi raffiguranti gli Apostoli ed i santi patroni realizzati tra la fine del XVI secolo e l'inizio del XVIII secolo ed una serie di sculture raffiguranti l'Annunciazione dell'inizio del XVII secolo.